# Перейра, Фабиан
Фабиа́н Пере́йра Пе́рес (исп. Fabián Pereira Pérez; род. 16 мая 2006, Санта-Крус-де-ла-Сьерра) — боливийский футболист, вратарь клуба «Олвейс Реди».

## Клубная карьера
Перейра — воспитанник клуба «Олвейс Реди». 12 июля 2023 года в поединке Кубка Боливии против «Вака Диес» Фабиан дебютировал за основной состав. 8 октября в матче против «Пальмафлор дель Тропико» он дебютировал в боливийской Примеры.

## Международная карьера
В 2023 году Перейра в составе юношеской сборной Боливии принял участие в юношеском чемпионате Южной Америки в Эквадоре. На турнире он сыграл в матче против сборной Перу, Аргентины, Венесуэлы и Парагвая.
В 2025 году Перейра в составе молодёжной сборной Боливии принял участие в молодёжном чемпионате Южной Америки в Венесуэле. На турнире он сыграл в матчах против команд Эквадора, Бразилии, Аргентины и Колумбии. В поединке против бразильцев Хильмар забил гол.